# نهائي كأس ألمانيا 1973
نهائي كأس ألمانيا 1973 هي المباراة النهائية من منافسة كأس ألمانيا 1972–73، أقيمت المباراة في 23 يونيو 1973، في ملعب راين شتاديون، بين فريقي بوروسيا مونشنغلادباخ، ونادي كولن، وفاز فيها بوروسيا مونشنغلادباخ، بعد أن هزم نادي كولن، بنتيجة 2 - 1، وكان حكم المباراة كورت تسكينسكير، وحضر المباراة 69600 شخصاً.

## تفاصيل المباراة
لعبت المباراة النهائية في 23 يونيو 1973.
| بوروسيا مونشنغلادباخ               | 2 -1 | نادي كولن         |
| ---------------------------------- | ---- | ----------------- |
| هربرت فيمر 24 ' · غونتر نيتزر 94 ' |      | هربرت نيومان 40 ' |